# 유선형 차량

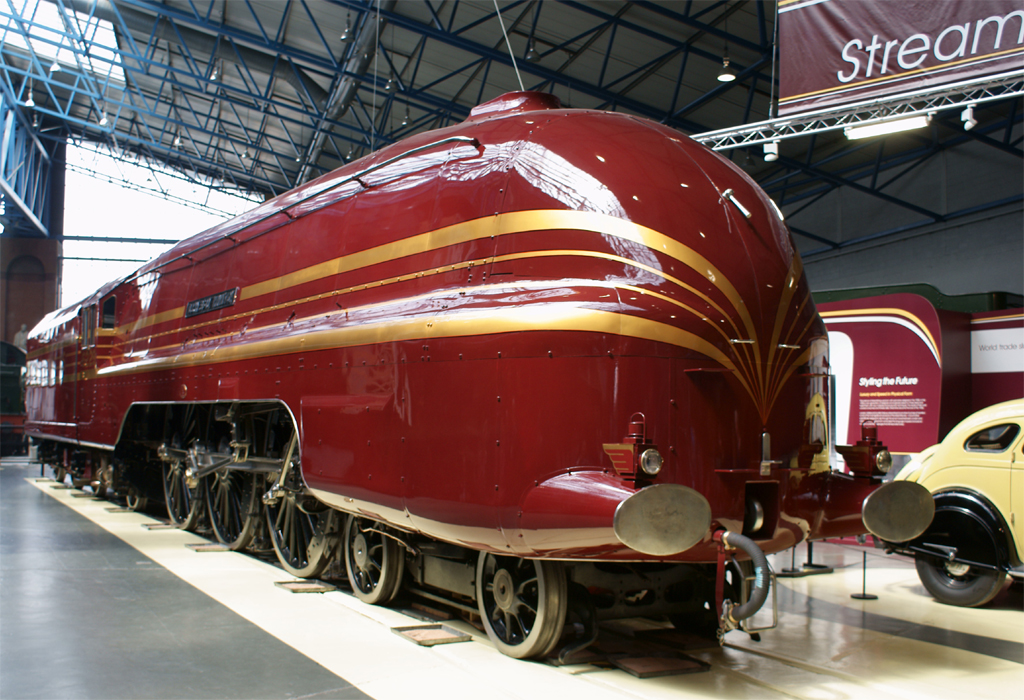
현재 영국에 보존되어 있는 런던, 미들랜드 그리고 스코틀랜드(LMS) 철도에 쓰였던 초기 유선형 증기 기관차, Princess Coronation Class 번호 6229번 Duchess of Hamiltin, 유선형 차량의 예

유선형 차량(流線形車輛, 영어: Streamliner 스트림라이너[*])은 공기저항을 줄이기 위해 유선형으로 설계한 탈것이다.
특히 1930년대-1950년대(유선형 모더니즘 시대)의 고속열차를 스트림라이너라고 하지만, 유선형 설계가 적용되는 자전거, 트럭, 승용차 등 모든 탈것이 넓은 의미에서 스트림라이너라고 할 수 있다.

#### 유럽

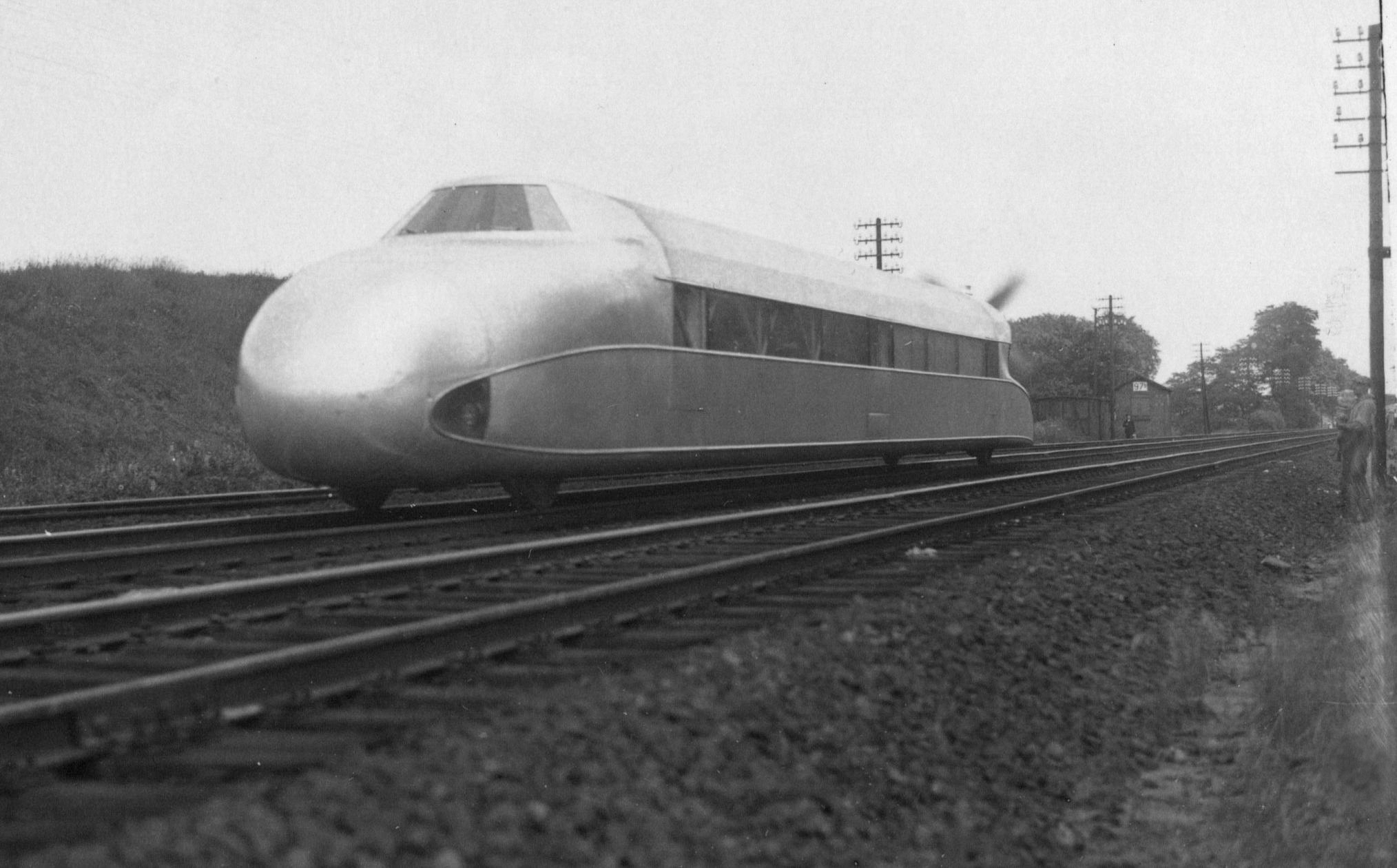